# 目白ファッション&アートカレッジ
目白ファッション＆アートカレッジ（めじろふぁっしょんあんどあーとかれっじ、英語：Mejiro Fashion & Art College）は、東京都新宿区に校舎を置くファッション、雑貨、メイク、ネイル、モデルの専門学校。
学校法人ミネルヴァ学園運営。略称Mf&ac。事務局所在地は東京都豊島区目白3-1-26(3号館）。

## 設置学科
- 高度ファッションデザイン科
- ファッションクリエイト科
- ファッションビジネス科
- ファッションアドバイザー科
- ファッションアクセサリー科
- ファッションビューティー科
- アパレル産業科
- ビジネス専攻科
- アクセサリー専攻科

## 沿革
- 1938年（昭和13年） - 初代校長・内藤政子、東京都渋谷区に洋裁研究所を設立
- 1943年（昭和18年） - 岩国ドレスメーカー女学院、岩国美容学校、認可・開校
- 1947年（昭和22年） - 東京に復帰、目白ドレスメーカー女学院設立
- 1956年（昭和31年） - 学校法人に組織変更
- 1963年（昭和38年） - パリ・ヴォーグ社記者団、本校を視察訪問
- 1971年（昭和46年） - 小嶋禮子理事長、校長に就任
- 1978年（昭和53年） - 各種学校より専修学校に組織変更。校名を「目白デザイン専門学校」に改称
- 1991年（平成3年） - CG・CADシステム導入、コンピューター教育開始
- 1994年（平成6年） - 小嶋禮子理事長、文部大臣表彰授与
- 1997年（平成9年）	 - 創立60周年
- 1998年 (平成10年） - 3号館、目白駅前に完成
- 2009年（平成21年） - 校名を「目白ファッション&アートカレッジ」に改称。小嶋昭彦、校長に就任
- 2013年（平成25年） -創立75周年
- 2016年（平成28年） -ファッションビューティー科新設
- 2018年（平成30年） -創立80周年。高度ファッションデザイン科新設
- 2020年（令和2年）　-アクセサリー専攻科新設